# Томи Виринга
Томи Виринга (на нидерландски: Tommy Wieringa) е нидерландски журналист, сценарист, поет и писател на произведения в жанра драма – социален роман, лирика и документалистика.

## Биография и творчество
Томи Давид Виринга е роден на 20 май 1967 г. в Гор, провинция Оверейсел, Нидерландия. Ранното си детство прекарва в Аруба. Семейството му се връща в Холандия, когато деветгодишен. Живее и учи в Гестерен и Зютфен. Следва история в увинерситета в Гронинген и журналистика в увинерситета в Утрехт.
След дипломирането си работи като журналист. Публикува в „De Volkskrant“, „Vrij Nederland“ и „Rails“. Пише като колумнист за „Sp! Ts“, „Propria Cures“ и за безплатния вестник „De Pers“. От 2013 г. е колумнист на всекидневниците на „Wegener“, а от 2018 г. е колумнист в „NRC Handelsblad“.
Първият му роман „Dormantique's manco“ е издаден през 1995 г. Успехът му идва с романа „Joe Speedboat“ (Джо Моторницата) през 2005 г. удостоен с наградата „Фердинанд Бордевейк“.
През 2012 г. е издаден романа му „Ето имената“. Романът получава престижната награда „Либрис“ и е номиниран за международната „Букър“.
Пише текстове за песни на музикалната група „Донской“.

## Произведения

### Самостоятелни романи
- Dormantique's manco (1995)
- Amok (1997)
- Alles over Tristan (2002) – награда „Халевийн“
- Joe Speedboot (2005) – награда „Фердинанд Бордевейк“
- Caesarion (2009)
- Dit zijn de namen (2012) – награда „Либрис“ и награда на младите читатели „Инктап“
Ето имената, изд.: ИК „Персей“, София (2020), прев. Анета Данчева-Манолова
- De dood van Murat Idrissi (2017)
- De heilige Rita (2017) – награда на читателите

### Сборници
- Ga niet naar zee (2010) – разкази
- Portret van een heer (2011) – разкази
- Honorair Kozak (2015) – разкази
- The Fish Pond Song (2016) – поезия
- Vrouwen van de wereld (2016) – разкази
- Dit is mijn moeder (2019) – разкази
- Totdat het voorbij is (2019) – разкази

### Разкази
- Mister (2008)
- Met liefde behandelen (2008) – с Аарт Броек
- De boom (2008)
- Een mooie jonge vrouw (2014)
- Zwaan schuif aan (2019)

### Документалистика
- Pleidooi voor de potscherf (2005) – пътепис
- Ik was nooit in Isfahaan (2006) – пътеписи
- De dynamica van begeerte (2007) – есета за произхода на желанието и манията на съвременния свят по порнографията
- Gedachten over onze tijd (2020) – колони

### Екранизации
- 1998 Goede daden bij daglicht – тв сериал, 1 епизод
- 2018 Ga niet naar zee